# Entroncamento (stacja kolejowa)
Entroncamento (port: Estação Ferroviária do Entroncamento) – stacja kolejowa w Entroncamento, w regionie Centrum, w Portugalii. Jest stacją węzłową na Linha do Norte.
Zbudowana w drugiej połowie XIX wieku wraz z budową linii kolejowej. 
| Entroncamento        |  |        |
| Linia Linha do Norte |  |        |
| Santarém             |  | Pombal |